# پایگاه هوایی اووگلوی

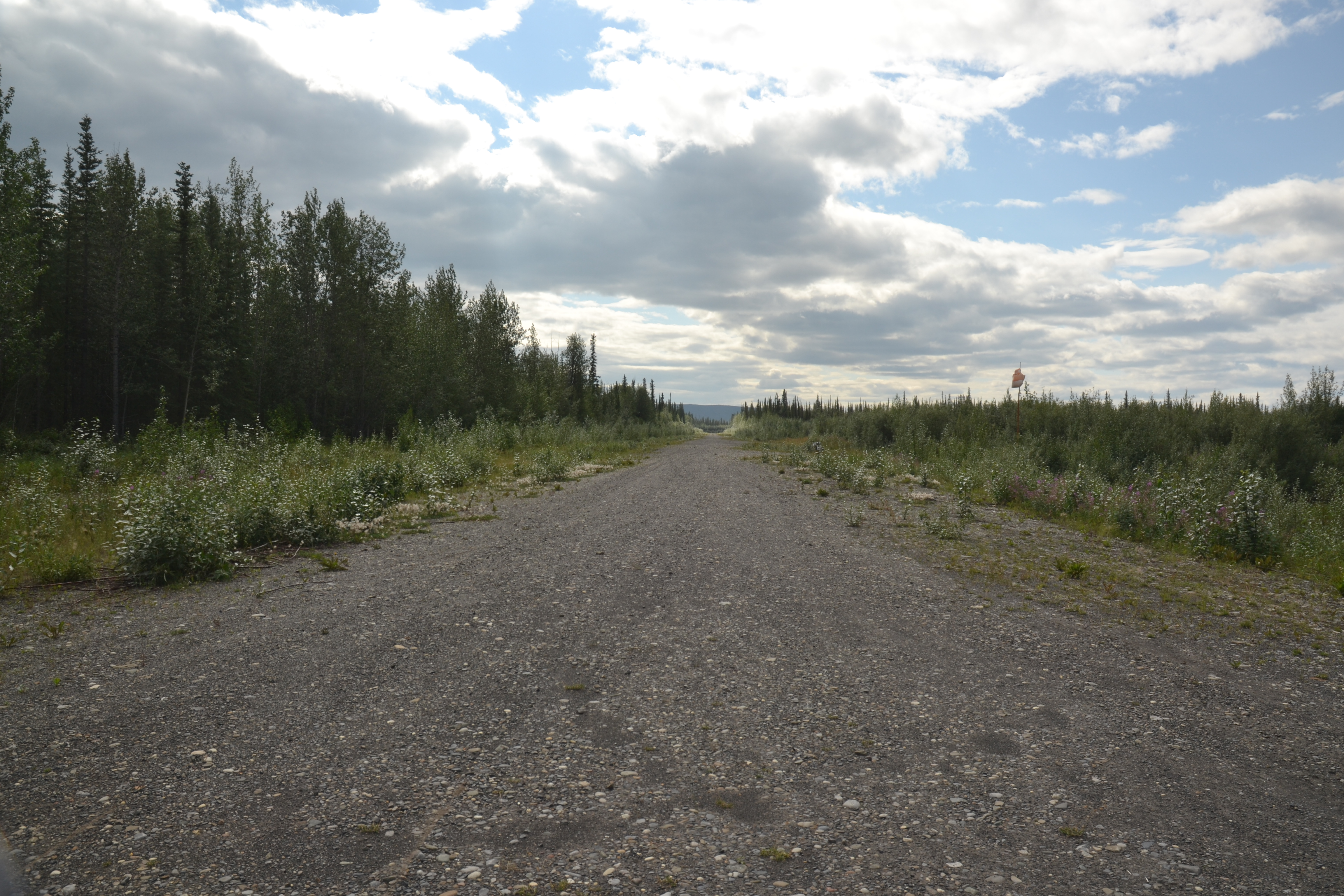
پایگاه هوایی اووگلوی

پایگاه هوایی اووگلوی (به انگلیسی: Ogilvie Aerodrome) یک فرودگاه همگانی با کد یاتا FS4 است که یک باند فرود شن دارد و طول باند آن ۷۶۲ متر است. این فرودگاه در کشور کانادا قرار دارد و در ارتفاع ۵۰۰ متری از سطح دریا واقع شده‌است.